# Pehlivanköy
Pehlivanköy là một huyện thuộc tỉnh Kırklareli, Thổ Nhĩ Kỳ. Huyện có diện tích 112 km² và dân số thời điểm năm 2007 là 4586 người, mật độ 41 người/km².